# مورينو فالي (كاليفورنيا)
مورينو فالي (بالإنجليزية: Moreno Valley)‏ هي إحدى مدن مقاطعة ريفيرسيدي، كاليفورنيا. تم إعطاءها لقب مدينة في 3 ديسمبر، 1984.

## المناخ
يظهر الجدول التالي التغييرات المناخية على مدار السنة لمورينو فالي:
| البيانات المناخية لـمورينو فالي   | البيانات المناخية لـمورينو فالي | البيانات المناخية لـمورينو فالي | البيانات المناخية لـمورينو فالي | البيانات المناخية لـمورينو فالي | البيانات المناخية لـمورينو فالي | البيانات المناخية لـمورينو فالي | البيانات المناخية لـمورينو فالي | البيانات المناخية لـمورينو فالي | البيانات المناخية لـمورينو فالي | البيانات المناخية لـمورينو فالي | البيانات المناخية لـمورينو فالي | البيانات المناخية لـمورينو فالي | البيانات المناخية لـمورينو فالي |
| الشهر                             | يناير                           | فبراير                          | مارس                            | أبريل                           | مايو                            | يونيو                           | يوليو                           | أغسطس                           | سبتمبر                          | أكتوبر                          | نوفمبر                          | ديسمبر                          | المعدل السنوي                   |
| --------------------------------- | ------------------------------- | ------------------------------- | ------------------------------- | ------------------------------- | ------------------------------- | ------------------------------- | ------------------------------- | ------------------------------- | ------------------------------- | ------------------------------- | ------------------------------- | ------------------------------- | ------------------------------- |
| الدرجة القصوى °ف (°م)             | 97 (36)                         | 92 (33)                         | 98 (37)                         | 104 (40)                        | 108 (42)                        | 112 (44)                        | 118 (48)                        | 113 (45)                        | 113 (45)                        | 108 (42)                        | 98 (37)                         | 93 (34)                         | 113 (45)                        |
| متوسط درجة الحرارة الكبرى °ف (°م) | 68 (20)                         | 68 (20)                         | 71 (22)                         | 76 (24)                         | 81 (27)                         | 87 (31)                         | 94 (34)                         | 95 (35)                         | 91 (33)                         | 83 (28)                         | 74 (23)                         | 67 (19)                         | 80 (26)                         |
| متوسط درجة الحرارة الصغرى °ف (°م) | 43 (6)                          | 44 (7)                          | 46 (8)                          | 49 (9)                          | 54 (12)                         | 57 (14)                         | 62 (17)                         | 62 (17)                         | 59 (15)                         | 53 (12)                         | 46 (8)                          | 42 (6)                          | 51 (11)                         |
| أدنى درجة حرارة °ف (°م)           | 24 (−4)                         | 27 (−3)                         | 29 (−2)                         | 33 (1)                          | 38 (3)                          | 44 (7)                          | 49 (9)                          | 49 (9)                          | 42 (6)                          | 32 (0)                          | 26 (−3)                         | 22 (−6)                         | 22 (−6)                         |
| الهطول إنش (مم)                   | 2.33 (59)                       | 2.50 (64)                       | .68 (17)                        | .45 (11)                        | .31 (7.9)                       | .01 (0.25)                      | 0 (0)                           | 0 (0)                           | .08 (2.0)                       | .32 (8.1)                       | .74 (19)                        | 5.24 (133)                      | 12.75 (324)                     |
| المصدر #1:                        |                                 |                                 |                                 |                                 |                                 |                                 |                                 |                                 |                                 |                                 |                                 |                                 |                                 |
| المصدر #2:                        |                                 |                                 |                                 |                                 |                                 |                                 |                                 |                                 |                                 |                                 |                                 |                                 |                                 |

## أعلام
- جمال فرانكلين
- اريك مارتن
- سولومون بيتس
- راي ستيفنز
- كوامي ألكسندر
- ديك راند
- جيمس هارت ستيرن
- ويتني أشلي